# マーティ・ノースタイン
マーティン・"マーティ"・ウェイン・ノースタイン（Martin ("Marty") Wayne Nothstein 、1971年2月10日 - ）は、アメリカ合衆国の自転車競技選手。ペンシルベニア州のアレンタウン出身。

## 戦歴
1994年の世界自転車選手権において、前年のゲリー・ネイワンドに続き、スプリント、ケイリンの二冠を達成。オリンピックでは1996年のアトランタではスプリントにおいてイエンス・フィードラーに敗れて銀メダルだったものの、シドニーでは同種目決勝において世界選手権においては同種目３連覇中のフロリアン・ルソーを破って優勝し、ルソーの同大会三冠王（他にルソーはケイリン、チームスプリントを制していた）を阻んだ。
この他、1999年のパンアメリカンゲームズでは、スプリント、チームスプリント、ケイリンを制して三冠王に輝き、また1996年から2001年まで、全米自転車選手権においてはスプリント、チームスプリント、ケイリンの三冠王を6年連続で果たした。
シドニーオリンピックまでは短距離レースを中心に競技生活を送っていたが、それ以後は長距離レースにも進出。アメリカ国内のレースを中心にロードレースも走っており、またトラックではケイリンなどの短距離系種目の他、スクラッチレースもこなすなど、短・長距離をこなすオールマイティ選手に変貌した。
しかし2007年にナビゲーターズ保険チームのメンバーから外れたことから、現役を引退した。